# Mimochroa lugens
Mimochroa lugens là một loài bướm đêm trong họ Geometridae.